# Gobierno y política de la Franja de Gaza
La Franja fue administrada por Egipto desde 1948, hasta que en 1967 fue conquistada por Israel durante la Guerra de los Seis Días. En el año 2005 Israel se retiró de la Franja a raíz del Plan de Desconexión, y desde entonces no tienen relaciones diplomáticas. Israel controla las fronteras de Israel y Egipto controla las fronteras de Egipto.
En enero de 2006 el movimiento islamista radical Hamás ganó las elecciones obteniendo el 65% de los escaños del Parlamento Palestino.
En junio de 2007, tras violentas luchas intestinas entre el movimiento Fatah, leal al presidente palestino Mahmoud Abbas, y los militantes de Hamás, la totalidad del territorio cae bajo control de este último grupo. Esto provoca la suspensión de la mayor parte de ayuda económica proveniente del mundo occidental. Israel por su parte, declara a Gaza "territorio hostil" en septiembre de 2007, e impone restricciones adicionales a los productos que entran al territorio de Gaza y a la comunicación de Gaza con Cisjordania y con los mercados internacionales, así como los espacios aéreo y marítimo y el suministro de combustible y agua, provenientes en su totalidad de Israel debido a que Gaza no cuenta con recursos propios.
- Datos: Q16140801